# Stinson 108
Stinson 108 je bilo enomotorno visokokrilno športno letalo, ki ga je zasnoval ameriški Stinson kmalu po koncu 2. svetovne vojne. Razvit je bil na podlagi predvojnega Model 10A Voyager. Leta 1949 je Piper Aircraft prevzel podjetje Stinson, proizvodnja 108 se je kmalu zatem končala.
Stinson 108 je imel trup iz jeklenih cevi pokritih s tkanino. Nekatera letala so dobila STC dovoljenje, da so lahko uporabila aluminij namesto tkanine. Za pogon je bilo več opcij npr. Lycoming O-360, Franklin 220 in Continental O-470. 
Skupna proizvodnja je obsegala okrog 5260 letal.

## Specifikacije(108-3)
Podatki iz Plane and Pilot: 1978 Aircraft Directory, page74. Werner & Werner Corp, Santa Monica CA, 1977. ISBN 0-918312-00-0
Splošne značilnosti
- Posadka: a
- Število sedežev: 3 potniki
- Teža praznega letala: 1.300 lb (590 kg)
- Bruto teža: 2.400 lb (1.089 kg)
- Kapaciteta goriva: 50 US gal (190 L; 42 imp gal)
- Pogon letala: 1 × Franklin 6A4 6-valjni protibatni motor, 165 hp (123 kW)

Zmogljivost
- Maks. hitrost: 143 mph (230 km/h; 124 kn)
- Potovalna hitrost: 121 mph (105 kn; 195 km/h)
- Hitrost pri porušitvi vzgona: 65 mph (56 kn; 105 km/h)
- Doseg: 510 mi (443 nmi; 821 km)
- Višina leta (servisna): 16.500 ft (5.029 m)
- Hitrost vzpenjanja: 850 ft/min (4,3 m/s)